# 云斑伯劳
云斑伯劳是伯劳科伯劳属的一种，为土耳其、塞浦路斯、以色列和叙利亚的常见物种。云斑伯劳是一种候鸟，其繁殖季节在东南欧洲以及地中海东岸度过，少数族群还能到达伊朗西部；冬季会迁徙至非洲东北部。

## 图集

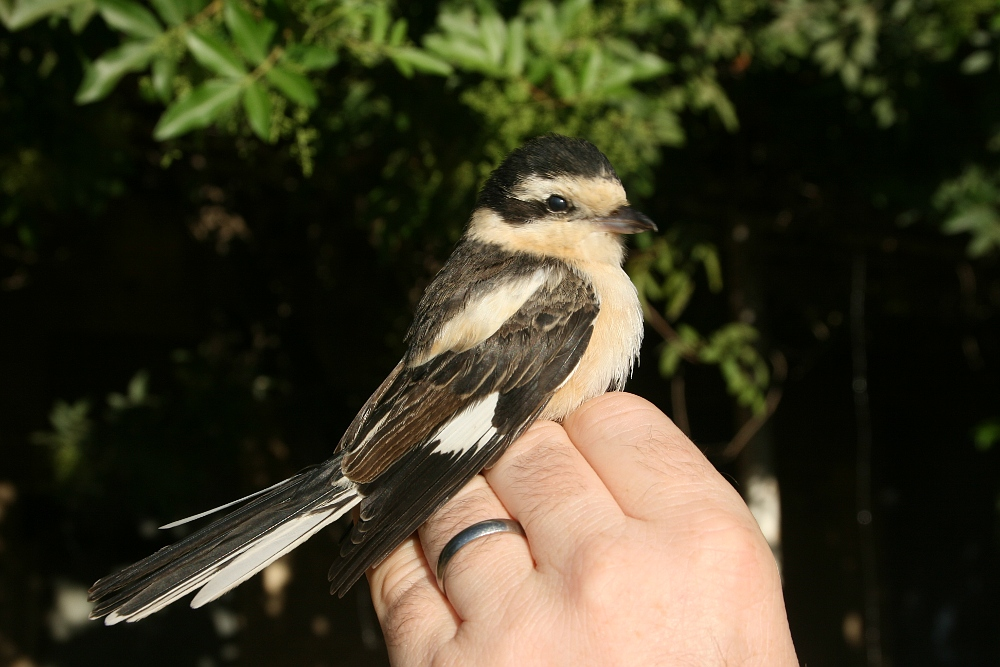
以色列的雌鸟
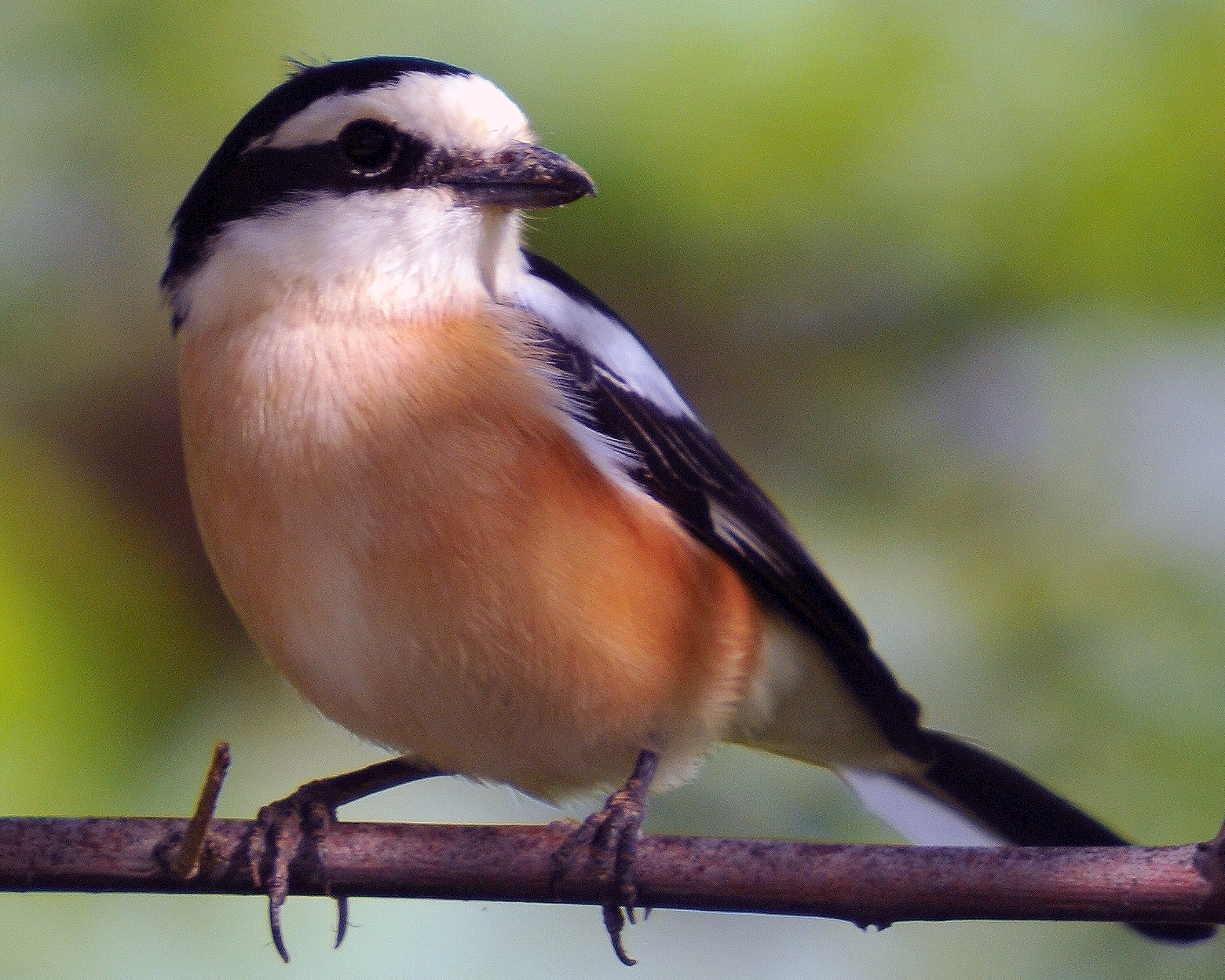
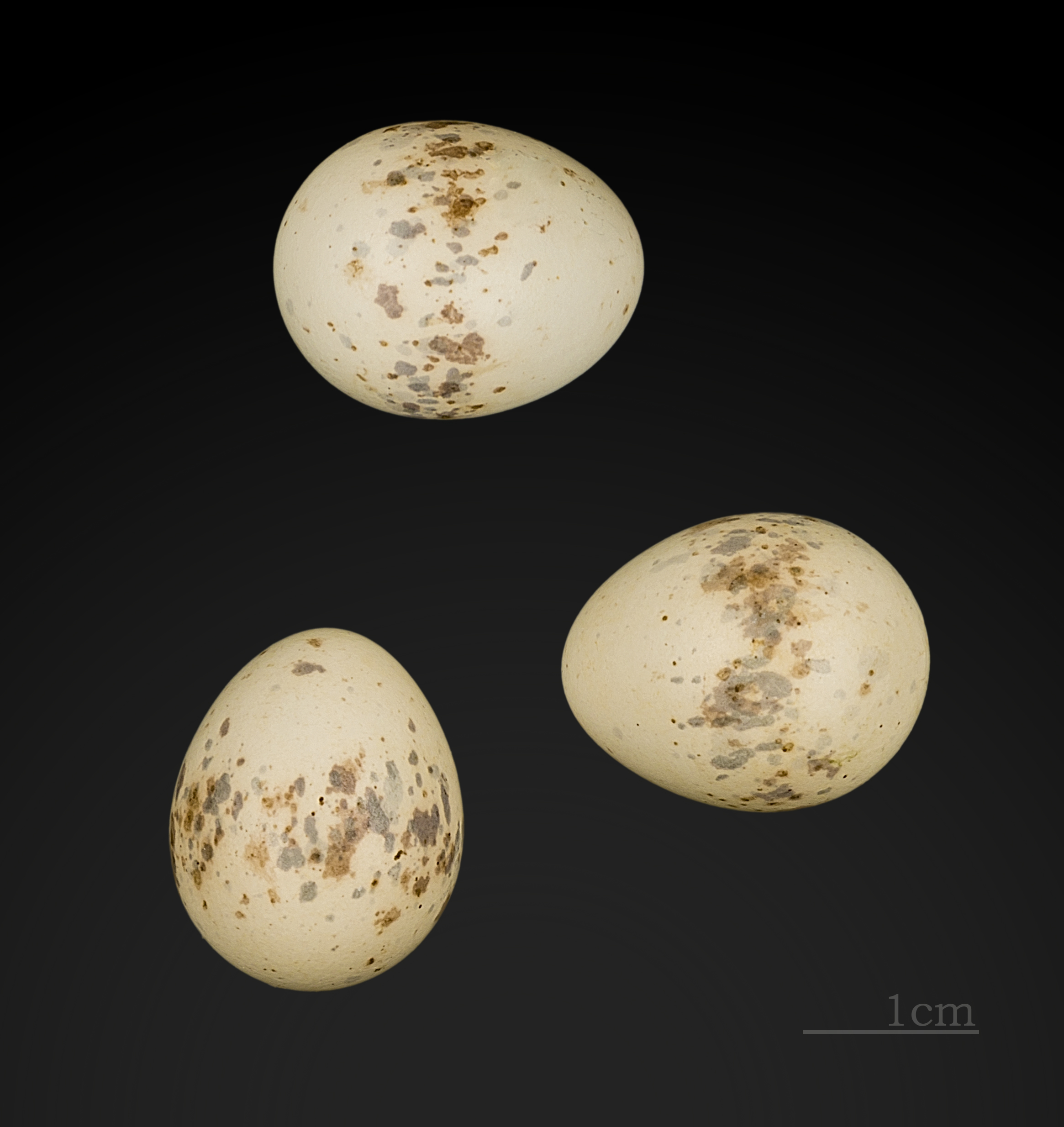
图卢兹博物馆的鸟蛋